# Articolla
Articolla là một chi bướm đêm thuộc phân họ Olethreutinae, họ Tortricidae Tortricidae.

## Các loài
- Articolla cyclidias Meyrick, 1907